# Riccardia calcarea
Riccardia calcarea là một loài rêu trong họ Aneuraceae. Loài này được Stephani Meenks mô tả khoa học đầu tiên năm 1987.